# Molina (Curicó)
Molina é uma comuna da província de Curicó, localizada na Região de Maule, Chile. Possui uma área de 1.551,6 km² e uma população de 38.521 habitantes (2002).